# Esther Tapia de Castellanos
Esther Tapia de Castellanos (n. Morelia, Michoacán, el 9 de mayo de 1842 — f. Guadalajara, Jalisco, el 8 de enero de 1897) fue una poetisa y escritora de poesía.

## Biografía
Fue hija adoptiva de Crispín Tapia —luego de que su madre contrajera segundas nupcias con este—, mismo que la llevó a residir en Guadalajara, Jalisco. Se sabe que antes de esto, estudió en el Colegio de Santa Rosa María. Era muy infante cuando empezó a demostrar su vocación por la poesía. Contaba con únicamente 10 años cuando escribió sus primeros versos y sus padres no creyeron que sería prudente que se dedicase a las letras, ni a la pintura ni mucho menos a la música. Sus padres le ofrecieron que al concluir sus instrucciones básicas podría dedicarse a otras faenas del estudio. Uno de sus primeros poemas fue una oda escrita en contra de los fusilamientos ocurridos en Tacubaya en 1859. El siguiente escrito que se conoce hacia esta época, es un poema en honor a su madre. A la edad de 16 años publicó su primer poema en el Periódico Oficial de Michoacán conocido como Una flor, que recibió elogios de los críticos por "su belleza, talento y su fino trato". Ya residiendo en Guadalajara, contrajo matrimonio con Ignacio Castellanos de quien heredó una buena fortuna.
Mantuvo una perspectiva ideológica muy cercana con las ideas liberales de aquella época, aspecto que pudo reflejar en su obra. Durante la intervención francesa en México, trabajó como enfermera voluntaria en los hospitales de Guadalajara. Asimismo, colaboró en publicaciones periodísticas La Ilustración Española y Americana y El Correo de Ultramar. Fue contemporánea de José María Vigil, quien la calificó; junto con Francisco Sosa Escalante, como "una escritora de gran sensibilidad", así como también es calificada como "una autora con facilidad de versificación [...] cuya obra muestra tintes románticos". Cabe destacar también su veta patriótica y su indignación ante la invasión francesa en 1862 por parte de Maximiliano de Habsburgo. Mariano Torres afirma que ciñó sobre su frente "el laurel de la eterna victoria". El literato jalisciense José María Vigil, en el compendio de poesías Flores silvestres acata:

La lira de Esther, siempre tierna y elevada, siempre pura y melodiosa, expresa con igual facilidad los dulces delirios del amor, la melancolía del desengaño, las efusiones íntimas de la amistad, los nobles arranques del patriotismo, los goces inefables de un alma creyente, la tranquilidad del hogar doméstico embellecida por los encantos y las virtudes de la esposa y de la madre.

## Obra
Publicó obras tales como:
- Álbum de Esther (1862)
- Flores silvestres (1871)
- Cánticos de los niños (1881)
- El Parnaso Mexicano (1885)
- Obras poéticas (1905)